# Jukka Ylipulli
Jukka Petteri Ylipulli (Rovaniemi, 6 de febrero de 1963) es un deportista finlandés que compitió en esquí en la modalidad de combinada nórdica. Sus hermanos Raimo y Tuomo compitieron en salto en esquí.
Participó en dos Juegos Olímpicos de Invierno, obteniendo una medalla de bronce en Sarajevo 1984, en la prueba individual, y el séptimo lugar en Calgary 1988, en la prueba por equipo.
Ganó dos medallas en el Campeonato Mundial de Esquí Nórdico, plata en 1984 y bronce en 1985.

## Palmarés internacional
| Juegos Olímpicos   | Juegos Olímpicos      | Juegos Olímpicos  | Juegos Olímpicos          |
| Año                | Lugar                 | Medalla           | Prueba                    |
| ------------------ | --------------------- | ----------------- | ------------------------- |
| 1984               | Sarajevo (Yugoslavia) | Medalla de bronce | TN + 15 km individual     |
| Campeonato Mundial |                       |                   |                           |
| Año                | Lugar                 | Medalla           | Prueba                    |
| 1984               | Rovaniemi (Finlandia) | Medalla de plata  | TN + 3 × 10 km por equipo |
| 1985               | Seefeld (Austria)     | Medalla de bronce | TN + 3 × 10 km por equipo |